# Скалистое (Оренбургская область)
Скалистое — село в Новоорском районе Оренбургской области. Входит в состав Будамшинского сельсовета.

## История
В 1966 г. Указом Президиума ВС РСФСР село фермы № 2 совхоза «Будамшинский» переименовано в Скалистое.

## Население
| 2010 |
| ---- |
| 163  |